# Llista de comunitats autònomes espanyoles per població
Llista de comunitats autònomes i ciutats autònomes (Ceuta i Melilla) d'Espanya segons la seva població (segons les xifres oficials d'autonomies, a 1 de gener de 2022), superfície, i PIB per càpita nominal en euros.
| #     | Nom                  | Capital (de iure o en el seu defecte de facto)      | Població (2022) | Percentatge població | Densitat (hab./km²) | Superfície (km²) | Percentatge superfície | Mapa | PIB per càpita en € (2018) |
| ----- | -------------------- | --------------------------------------------------- | --------------- | -------------------- | ------------------- | ---------------- | ---------------------- | ---- | -------------------------- |
| 1     | Andalusia            | Sevilla                                             | 8.500.187       | 17,94 %              | 97,05               | 87.599           | 17,31 %                |      | 19.107                     |
| 2     | Catalunya            | Barcelona                                           | 7.792.611       | 16,18 %              | 238,84              | 32.113           | 6,35 %                 |      | 30.426                     |
| 3     | Comunitat de Madrid  | Madrid                                              | 6.750.336       | 14,25 %              | 841,15              | 8.028            | 1,59 %                 |      | 35.041                     |
| 4     | País Valencià        | València                                            | 5.097.967       | 10,65 %              | 216,98              | 23.255           | 4,60 %                 |      | 22.426                     |
| 5     | Galícia              | Santiago de Compostel·la                            | 2.690.464       | 5,69 %               | 91,19               | 29.575           | 5,84 %                 |      | 23.183                     |
| 6     | Castella i Lleó      | Valladolid                                          | 2.372.640       | 5,04 %               | 25,34               | 94.224           | 18,62 %                |      | 24.031                     |
| 7     | País Basc            | Vitòria                                             | 2.208.174       | 4,61 %               | 302,13              | 7.234            | 1,43 %                 |      | 33.233                     |
| 8     | Illes Canàries       | Las Palmas de Gran Canaria i Santa Cruz de Tenerife | 2.177.701       | 4,73 %               | 301,39              | 7.447            | 1,47 %                 |      | 20.892                     |
| 9     | Castella - la Manxa  | Toledo                                              | 2.053.328       | 4,32 %               | 25,79               | 79.461           | 15,70 %                |      | 20.363                     |
| 10    | Regió de Múrcia      | Múrcia                                              | 1.531.878       | 3,19 %               | 133,74              | 11.314           | 2,24 %                 |      | 21.269                     |
| 11    | Aragó                | Saragossa                                           | 1.326.315       | 2,81 %               | 27,90               | 47.720           | 9,43 %                 |      | 28.151                     |
| 12    | Illes Balears        | Palma                                               | 1.176.659       | 2,57 %               | 244,27              | 4.992            | 0,99 %                 |      | 27.682                     |
| 13    | Extremadura          | Mèrida                                              | 1.054.776       | 2,23 %               | 25,41               | 41.634           | 8,23 %                 |      | 18.769                     |
| 14    | Principat d'Astúries | Oviedo                                              | 1.004.686       | 2,14 %               | 95,53               | 10.604           | 2,10 %                 |      | 22.789                     |
| 15    | Navarra              | Pamplona                                            | 664.117         | 1,39 %               | 63,30               | 10.391           | 2,05 %                 |      | 31.389                     |
| 16    | Cantàbria            | Santander                                           | 585.402         | 1,23 %               | 109,74              | 5.321            | 1,05 %                 |      | 23.757                     |
| 17    | La Rioja             | Logronyo                                            | 319.892         | 0,67 %               | 62,67               | 5.045            | 1,00 %                 |      | 27.225                     |
| 18    | Melilla              | Melilla                                             | 85.170          | 0,18 %               | 7001,58             | 12               | <0,01 %                |      | 18.533                     |
| 19    | Ceuta                | Ceuta                                               | 83.117          | 0,18 %               | 4175,10             | 20               | <0,01 %                |      | 20.120                     |
| TOTAL | Espanya              | Madrid                                              | 47.475.420      | 100 %                | 93,67               | 505.990          | 100 %                  | —    | 25.727                     |